# Municipio de Oak (Iowa)
El municipio de Oak (en inglés: Oak Township) es un municipio ubicado en el condado de Mills en el estado estadounidense de Iowa. En el año 2010 tenía una población de 2501 habitantes y una densidad poblacional de 20,48 personas por km².

## Geografía
El municipio de Oak se encuentra ubicado en las coordenadas 41°6′33″N 95°44′1″O / 41.10917, -95.73361. Según la Oficina del Censo de los Estados Unidos, el municipio tiene una superficie total de 122.14 km², de la cual 121,16 km² corresponden a tierra firme y (0,81 %) 0,98 km² es agua.

## Demografía
Según el censo de 2010, había 2501 personas residiendo en el municipio de Oak. La densidad de población era de 20,48 hab./km². De los 2501 habitantes, el municipio de Oak estaba compuesto por el 97 % blancos, el 0,32 % eran afroamericanos, el 0,48 % eran amerindios, el 0,64 % eran asiáticos, el 0,56 % eran de otras razas y el 1 % eran de una mezcla de razas. Del total de la población el 2,52 % eran hispanos o latinos de cualquier raza.